# نشم وبري
نشم وبري أو بريق أو برق العجوز (الاسم العلمي:Grewia villosa) هو نوع من النباتات يتبع جنس النشم من الفصيلة الخبازية.